# Bartolomeo Maranta
Bartolomeo Maranta (ur. XVI w. w Venosie, zm. 1571 r. w Molfetcie) – włoski lekarz, botanik i krytyk literacki.

## Życiorys
Urodził się w Venosie jako syn Roberto Maranty i Vivy Cenny w początkach XVI w. – dokładna data nie jest znana, a szacunki umieszczają ją między 1500 i 1515 rokiem. Jego ojciec był uznanym prawnikiem, autorem traktatów prawniczych i łacińskiej poezji oraz fundatorem szkoły prawniczej w Salerno. Na temat jego dzieciństwa nie ma dużo informacji. Przejawiał zainteresowanie przyrodą i literaturą klasyczną, w związku z czym uczył się w Studio di Napoli. Szybko zyskał uznanie jako lekarz, czego wyrazem było mianowanie go nadwornym lekarzem Karola V podczas jego pobytu (ok. 1535–1539) w Neapolu. 

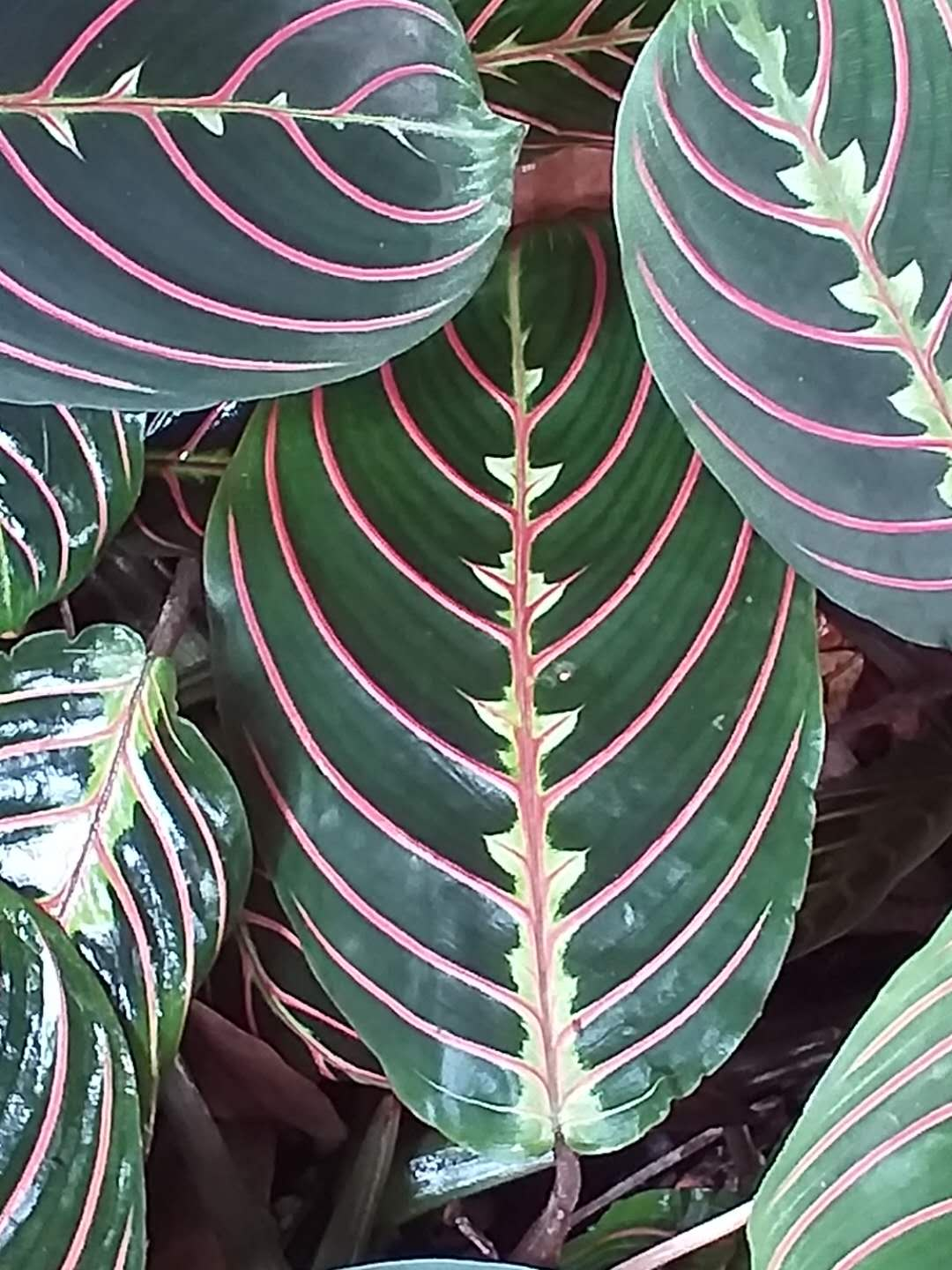
Maranta leuconeura

W 1550 r. przeniósł się do Pizy, gdzie nawiązał bliskie stosunki z Ulissesem Aldrovrandim i wraz z nim uczęszczał na wykłady Luki Ghiniego (do 1554 r.). Wieloletnia korespondencja z Aldrovrandim stanowi główne źródło wiedzy na temat jego życia. W tym okresie opanował podstawy botaniki i medycyny, zapoznał się także z dorobkiem Paracelsusa u jednego z jego uczniów, Johannesa Oporinusa. W 1554 r. wrócił do Neapolu i wykładał w szkole w Salerno, a jednym z jego uczniów był Nicola Andrea Stigliola. W tym czasie często bywał w ogrodzie botanicznym, który prowadził Gian Vincenzo Pinelli, pomagając w jego organizacji na zlecenie rodziny Pinelli.  
W 1556 r. został medykiem księcia Vespasiano Gonzagi, który oblegał Ostię, i pozostał nim dwa lata, po czym wyjechał do Padwy, ale jeszcze w tym samym roku wrócił do Neapolu, gdzie napisał De aquae Neapoli, poświęcone źródłom termalnym tego miasta. W 1559 r. wydał w Wenecji Methodus cognoscendorum simplicium medicamentorum libri tres, w których zebrał swoją wiedzę wyniesioną ze studiów w Pizie u Luki Ghiniego i u Gian Vincenzo Pinelliego, dzięki czemu zyskał uznanie ówczesnych autorytetów naukowych. Po powrocie do Neapolu (1559–1561) Maranta porzucił badania medyczne i poświęcił się prawie wyłącznie literaturze, tworząc manuskrypt poświęcony problemom interpretacji Ars Poetica Horacego i Poetyki Arystotelesa, a także książkę o Wergiliuszu. 
W 1562 r. został postawiony przed trybunałem inkwizycji pod zarzutem spotkania z oskarżonym o herezję Gian Francesco Aloisem, ale udało mu się uniknąć problemów dzięki interwencji brata Lucio, biskupa Lavello, dzięki czemu zapłacił jedynie grzywnę. Między 1563 i 1565 r. udał się do Rzymu, gdzie założył w 1568 r. ogród botaniczny, prawdopodobnie dla kardynała Brandy Castiglioniego, w którego służbie pozostał do kolejnego roku i wrócił do Molfetty, w której mieszkali jego bracia i tam spędził ostatnie lata życia. Tam też zmarł 24 marca 1571 r. i został pochowany w kościele San Bernardino.
Jego nazwisko upamiętnione zostało w naukowej i zwyczajowej nazwie rodzaju roślin maranta Maranta.